# Octinodes campanulatus
Octinodes campanulatus is een keversoort uit de familie van de kniptorren (Elateridae). De wetenschappelijke naam van de soort werd in 1946 gepubliceerd door Van Dyke.